# الاتحاد المصري لطلاب الصيدلة
الاتحاد المصري لطلاب الصيدلة (بالإنجليزية: الاتحاد المصري لطلاب الصيدلة) هو منظمة طلابية أنشئت عام 1982 لتضم كل طلاب الصيدلة المصريين لتفعيل التعاون بينهم وإقامة أنشطة طلابية تعزز دور الصيدلى في المجتمع.الاتحاد المصري يعمل مستقلا داخل جامعات مصر المختلفة ويتبع نقابة صيادلة مصر (بالإنجليزية: Egyptian Pharmacist Syndicate) وهو أيضا عضو كامل بالاتحاد الدولي لطلاب الصيدلة (بالإنجليزية: الاتحاد الدولي لطلاب الصيدلة). ويضم الآن الاتحاد المصري ٣٤ جمعية علمية في ٣٤ كلية صيدلة من جميع أنحاء جمهورية مصر العربية. الاتحاد المصري لطلاب الصيدلة هي المنظمة الوطنية الرائدة في مجال انشطة طلاب الصيدلة التي تعزز الصحة العامة المحسنة من خلال توفير المعلومات والتعليم والشبكات ومجموعة من المنشورات والتطوير المهني.

## نبذه
الاتحاد المصري لطلاب الصيدلة هو منظمة طلابية تمثل ما يقارب 85.000 طالب صيدلة في 32 كلية صيدلة في جميع أنحاء مصر. يعمل الاتحاد تحت إشراف نقابة صيادلة مصر والاتحاد الدولي للصيادلة. حصل الاتحاد المصري لطلاب الصيدلة على العضوية الكاملة في الاتحاد الدولي لطلاب الصيدلة كممثلا لمصر عام 1982.
يعد من أقدم المنظمات التطوعية الوطنية للطلاب؛ وهي أكبر منظمة مهنية غير حكومية وغير سياسية وغير مربحة لطلاب الصيدلة.يعمل تحت إشراف نقابة الصيادلة المصريين والجمعية الصيدلانية المصرية. وذلك لتعزيز الصحة العامة المحسنة من خلال توفير المعلومات والتعليم والشبكات ومجموعة من المنشورات والأنشطة المهنية.

## الرؤية
يهدف الاتحاد المصري لطلاب الصيدلة إلى دعم طلاب الصيدلة والصيادلة حديثي التخرج وتهدف إلى تعزيز وتحسين الصحة العامة وذلك من خلال التعليم والمعلومات وشبكة واسعة من المبادرات المهنية والنشر. وكذلك يهدف إلى أن يكون أفضل منظمة لمساعدة الصيادلة فيما يحتاجونه وتوضيح المهام المطلوبة منهم.

## الاهداف
1. إنتاج صيادلة متمرسين ومحترفين في جميع فروع الممارسة الصيدلية.
2. توفير واجب الصيادلة في خدمة المجتمع.
3. عكس صورة مصر بصورة ممتازة في جميع أنحاء العالم.

## التاريخ
تأسس الاتحاد المصري في شهر يناير لعام 1982 من ستة كليات صيدلة
- جامعة الإسكندرية
- جامعة اسيوط
- جامعة الازهر
- جامعة القاهرة
- جامعة طنطا
- جامعة الزقازيق

وقد أصبح حينها الاتحاد المصري عضو كامل في الاتحاد الدولي لطلاب الصيدلة في أغسطس 1982، خلال المؤتمر الـ 28 في السويدان.

## المؤتمرات السنوية
يقوم الاتحاد المثري لطلاب الصيدلة بتنظيم المؤتمر الوطني كل عام، وهو حدث سنوي يقام عادة في أكتوبر وتستضيفه إحدى الجمعيات الأعضاء، بمشاركة أكثر من ٣٠٠ طالب صيدلة من جميع جامعات مصر. يشمل برنامجها الجمعية العامة وورش عمل المجلس التنفيذي للجمعيات والدورات العلمية والتعليمية وورش عمل لطلاب الصيدلة. كما يشمل النزهات والحفلات الاجتماعية ليلاً. ويتم تنظيم الملتفي السنوي الذي يقام عادة في مارس وتستضيفه أحد الجمعيات الأعضاء وهو مشابه للمؤتمر الوطني.

## الأعضاء
اليوم يمثل الاتحاد المصري لطلاب الصيدلة جمعيات صيدلية في ٣٤ من مختلف كليات الصيدلة في جمهورية مصر العربية. تنقسم عضوية الجمعيات في الاتحاد المصري لطلاب الصيدلة إلى 4 أنواع وفقًا للائحة ويتم تحديد نوع الجمعية في الجمعية العامة النهائية كل عام وفقًا لتقييم أدائها للعام السابق وهي:
- عضوية كاملة
- عضو جمعية
- عضو منتسب
- عضو تحت المراقبة

| الاسم               | الجامعة                                | تأسست في عام |
| ------------------- | -------------------------------------- | ------------ |
| EPSF - ACU          | جامعة الأهرام الكندية                  | 2010         |
| EPSF - Alexandria   | جامعة الإسكندرية                       | 11/11/2011   |
| EPSF - Assuit       | جامعة اسيوط                            | 1982         |
| EPSF - AUG          | جامعة الأزهر للبنات                    | 2010         |
| EPSF - Azhar        | جامعة الأزهر                           | 1980         |
| EPSF - Azhar Assuit | جامعة الأزهر بأسيوط                    | 2003         |
| EPSF - Benisuef     | جامعة بني سويف                         | 1998         |
| EPSF - BUC          | جامعة بدر بالقاهرة                     | 14/2/2015    |
| EPSF - BUE          | الجامعة البريطانية في مصر              | 2013         |
| EPSF - Cairo        | جامعة القاهرة                          | 2010         |
| EPSF - Damanhour    | جامعة دمنهور                           | 7/9/2013     |
| EPSF - Delta        | جامعة الدلتا                           | 2012         |
| EPSF - DUM          | جامعة دراية                            | 17/9/2015    |
| EPSF - ERU          | الجامعة الروسية                        | 2008         |
| EPSF - Fayoum       | جامعة الفيوم                           | 2017         |
| EPSF - Heliopolis   | جامعة هليوبوليس                        | 2013         |
| EPSF - Helwan       | جامعة حلوان                            | 2009         |
| EPSF - Horus        | جامعة حورس                             | 2017         |
| EPSF - KFS          | جامعة كفر الشيخ                        | 2013         |
| EPSF - Mansoura     | جامعة المنصورة                         | 1993         |
| EPSF - Menoufia     | جامعة المنوفية                         | 2017         |
| EPSF - Minia        | جامعة المنيا                           | 2008         |
| EPSF - MSA          | جامعة الحديثة للعلوم والآداب           | 2011         |
| EPSF - MTI          | الجامعة الحديثة للتكنولوجيا والمعلومات | 2011         |
| EPSF - MUST         | جامعة مصر للعلوم والتكنولوجيا          | 14/2/2005    |
| EPSF - NUB          | جامعة النهضة ببني سويف                 | 2009         |
| EPSF - O6U          | جامعة السادس من أكتوبر                 | 2010         |
| EPSF - Sadat        | جامعة مدينة السادات                    | 2018         |
| EPSF-SCU            | جامعة قناة السويس                      | 2000         |
| EPSF - Sinai        | جامعة سيناء                            | 2010         |
| EPSF - Sohag        | جامعة سوهاج                            | 2014         |
| EPSF - Tanta        | جامعة طنطا                             | 1981         |
| EPSF - Zagazig      | جامعة الزقازيق                         | 1982         |
| EPSF-SVU            | جامعة جنوب الوادي                      | 2018         |
| EPSF - Port Said    | جامعة بورسعيد                          | 2020         |
| ESPF-Galala         | جامعة الجلالة                          | 2023         |

## الهيكل
يتكون الاتحاد المصري من الجمعية العمومية والمجلس التنفيذي. وكل جمعية تمثل نفسها في الجمعية العمومية ولها حينها حق التصويت وذلك طبقاً للائحة الاتحاد المصري، والذي يعطي حق التصويت فقط للاعضاء الكاملين.

### الجمعية العمومية[6]
تعد الجمعية العمومية هي أعلى هيئة لإصدار القرارات بالاتحاد المصري والتي يتم بها مناقشة الامور اللي تخص الاتحاد والخطط الجارية. بالإضافة إلى اعتماد التقريرات، وقبول أعضاء جدد وايضاً انتخابات المجلس التنفيذي.
الجمعية العمومية بالاتحاد المصري لطلاب الصيدلة تقام أربع مرات في السنه، أول مرة خلال المؤتمر السنوي في شهر أكتوبر، المرة الثانية خلال اجازة منتصف السنة وذلك في نهاية شهر فبراير، المرة الثالثة تقام في الملتقى السنوي الذي يقام في خلال شهر أبريل، المرة الرابعة تقام في شهر أغسطس بصفتها (الجمعية العمومية النهائية). وهذا يضمن حسن سير العمل في الجمعيات المحلية حين: اتخاذ القرارات الهامة، قبول تقريرات من المجلس التنفيذي والجمعيات، قبول عضو جديد بالاتحاد المصري وايضاً التعديلات على اللائحة. الأعضاء الكاملين بالاتحاد المصري لديهم الحق في التصويت خلال الجمعية العمومية. الأعضاء الكاملين بالاتحاد المصري هم الجمعيات التي تلبي جميع الشروط لكي تصبح عضو كامل، وتقديم تقرير عنهم، وحضور اجتماعات الجمعية العمومية ودفع رسوم العضوية الخاصة بهم.
المجلس التنفيذي  للاتحاد المصري يتكون من 13 فرد كالآتي: الرئيس، الأمين العام، أمين الصندوق، مسؤول التواصل، مسؤول التسويق، مسؤول التدريب، ورؤساء لجان: الصحة العام، العلاقات الداخلية، العلاقات الخارجية، التطوير المهني، الإعلام والمطبوعات، مسؤول التنظيم والتنفيذ التعليم المستمر ومسؤول التبادل الطلابي. والرئيس السابق يعمل كمستشار للمجلس التنفيذي. أعضاء المجلس التنفيذي هم طلاب بكليات الصيدلة الذين يقومون بخدمة الاتحاد كمتطوعين.
- أعضاء هيئة المكتب التنفيذي للعام 2024-2025
- الرئيس: محمد حازم[8]
- الأمين العام: احمد محبوب
- أمين الصندوق: مارك ميلاد
- مسئول التواصل: عبد الرحمن يونس
- مسئول العلاقات الداخلية: اماني عوض
- مسئول العلاقات الخارجية: سيف الدين احمد
- منسق التدريب: الاء شعبان
- مسئول التبادل الطلابي: احمد الهادي
- مسئول الصحة العامة: يوسف محي
- مسئول التعليم الصيدلي: عليا لاشين
- مسئول الدعاية والإعلان: راشد احمد
- منسق التسويق: هدي حسام
- مسئول لجنة التنظيم والتنفيذ: احمد رخا
- رئيس العام السابق: محمد شعبان

## الجوائز

المندوبين الرسميين للاتحاد المصري لطلاب الصيدلة اثناء تسلم جاهزة من الاتحاد الدولي لطلاب الصيدلة، هات ياي تايلاند 2011

- في السابع من ديسمبر لعام 2013 في مركز العرب التجاري بالقاهرة، مصر دخل الاتحاد موسوعة جينيس للارقام القياسية تحت عنوان أكثر عدد قياس نسبة السكر في الدم خلال 24 ساعة بواقع 8.600 قياس للسكر وتقديم التوعية الصحية عن مرض السكري لاكثر من 10.000 شخص في الحملة القومية لمرض السكري (la vista)[9]
- في الثاني عشر من أغسطس لعام 2011 فاز الاتحاد بجائزة (Sidney J. Relph Award) للإتحاد الدولي لطلاب الصيدلة كأفضل جمعية في العالم للعام 2010-2011 في الملتقى السنوي 57 للاتحاد الدولي لطلاب الصيدلة بتايلاند
- فاز الاتحاد بالمركز الأول في في مسابقة الاستشارة المرضية للاتحاد الدولي لطلاب الصيدلة مرتين
- فاز الاتحاد بالمركز الأول في مسابقة الملصق العلمي للاتحاد الدولي لطلاب الصيدلة
- فاز الاتحاد بالمركز الأول في مسابقة ملصق مرض السل للاتحاد الدولي لطلاب الصيدلة
- فاز الاتحاد بالمركز الثاني في مسابقة (compounding) للاتحاد الدولي لطلاب الصيدلة
- حصل الاتحاد على المركز الثامن في التوعية عن مرض السكري للعام 2012-2013 طبقا للاتحاد الدولي لمرض السكري
- تم تكريم الاتحاد من قبل جامعة الدول العربية تقديرا لجهوده في خدمات التبرع بالدم
- تم تكريم الاتحاد المصري من قبل الاتحاد الدولي كأفضل اتحاد في الشرق الأوسط عام 2016/2017
- حصل الاتحاد على المركز الأول في حملة التوعية باستخدام المضادات الحيوية على مستوى الاتحاد الدولي عام 2016/2017
- تكريم السيدة / اريج حميده مسئول التبادل الطلابي بالاتحاد المصري كافضل مسئوله للتبادل الطلابي علي مستوي الاتحاد الدولي في نوفمبر 2016

## الانجازات الدولية
1- قام الاتحاد المصري لطلاب الصيدلة باستضافة مؤتمر الاتحاد الدولي لطلاب الصيدلة ثلاث مرات:-
- المؤتمر الدولي الـ 30 الذي اقيم بالإسكندرية خلال أغسطس 1984، وذلك يعد أول مؤتمر للاتحاد الدولي لطلاب الصيدلة يقام في مصر.
- المؤتمر الدولي الـ 47 الذي اقيم بالقاهرة خلال أغسطس 2001.
- المؤتمر الدولي الـ 58 الذي اقيم بالغردقة خلال 2012، ويعد احدث مؤتمر استضاف من قبل الاتحاد المصري لطلاب الصيدلة، وقد حضره أكثر من 500 طالب صيدلة من أكثر من 50 دول على مستوى العالم.

2- الملقى الصيدلي للشرق المتوسط الـ 5 للاتحاد الدولي لطلاب الصيدلة الذي اقيم بالقاهرة خلال يوليو 2016.
3- شارك الاتحاد المصري لطلاب الصيدلة في تنظيم المؤتمر السنوي الأول "Arab African Pharma".

## اللجان الرئيسية بالاتحاد المصري[10]
الاتحاد المصري يحتوي على 4 لجان تعد لجان موجهة بشكل رئيسي لخدمة طلاب الصيدلة، والصيدليين والمجتمع.

## 1-الصحة العامة
لجنة الصحة العامة تعد جزء مهم من الاتحاد المصري لطلاب الصيدلة، وعن طريق استخدام قوتها العلمية والبحوث في الصحة العامة، استطاعت أن تبني فريق فعال حول مصر، مسؤولين عن تنظيم حملات توعية صحية في الجامعات، والأماكن العامة والقرى والمدارس، وتكون عن مختلف الأمراض المستوطنة في مصر ولذلك لزيادة الوعي الصحي.
الاتحاد المصري لطلاب الصيدلة يهدف إلى ان يكون من أفضل المنظمات على صعيد مصر التي تهتم بالصحة العامة، جميع الجمعيات تتعاون بقوتها ومجهودها من اجل تجهيز المواد وتنظيم حملات التوعية على مستوى مصر، وايضاً يقومون بالتفاعل وزيادة مهاراتهم ولذلك لزيادة وعي الناس، لكي يساعدوهم في تغيير أسلوب حياتهم وتقديم تغيير حقيقي على أرض الواقع.
لجنة الصحة العامة مسؤولة عن:
- تعزيز الوعي العام في مصر وإيصال مفهوم ودور طلاب الصيادلة إلى العامة، ونشر آخر المعلومات التي تخص الصحة العامة إلى أعضاء الاتحاد المصري لطلاب الصيدلة.
- اقامة حملات توعية عن أيام الصحة العالمية طبقاً لمنطمة الصحة العالمية (WHO) عن طريق ورشات عمل خلال المؤتمر السنوي، الملتقى السنوي وعلى مدار السنة.

### حملة التوعية ضد التبغ
كل عام يقوم الاتحاد المصري لطلاب الصيدلة ببذل مجهود للحد من انتشار الأمراض المتعلقة بالتدخين. الهدف من ذلك هو إقناع الناس بإيقاف التدخين ومساعدتهم في فهم مخاطر الإصابة بأمراض قاتلة بسبب التدخين. وتهدف المؤتمرات والحملات إلى مساعدة الأشخاص في الكشف عن الأمراض الناجمة عن التدخين وتشخيصها مبكراً.

## 2-التطوير المهني
لجنة التطوير المهني مسؤولة عن:
- إنشاء أحداث وذلك لتطوير ممارسات الصيدلي وتعزيز دور الصيدلي في المجتمع وتحسين نوعية المهنة من خلال فعاليات متخصصة وورش عمل.
- إنشاء المشاريع الأساسية والتي تتضمنها الملفات مثل حدث المهارات السريرية، حدث إرشاد المريض، حملة توعية بدور الصيدلي وحدث مستشفى تيدي بير وذلك على حسب احتياجات الاتحاد المصري خلال العام.

## 3-التعليم المستمر
لجنة التعليم المستمر مسؤولة عن:
- دورات عن التخطيط والتنسيق والابتكار.
- عمل برامج تعليمية أخرى والتي تساعد طلاب الصيدلة على تحقيق متطلبات المهنة بعد التخرج.
- تخطيط وتنسيق برامج الدبلومة البسيطة والمسؤولة عن التطوير ولذلك لتحقيق الهدف المراد والظهور في أفضل طريقة.
- العمل على إنشاء برامج تعليمية وبحثية أخرى.

## 4-برنامج التبادل الطلابي (SEP)
برنامج التبادل الطلابي هو مشروع يعرض تدريب لمهنة الصيدلة. كل عام تعطى الفرصة لجميع طلاب الصيدلة في جميع أنحاء مصر الفرصة لكي يقوموا بتجربة مجال الصيدلة في مختلف الدول. البرنامج يكون على مدار العام (إصدار الشتاء وإصدار الصيف)، ولكن المعظم من التبادل يحدث بين شهري مايو وسبتمبر.
المدة تكون من شهر إلى 3 أشهر، ومالا يقل عن 60 ساعة لكل بتادل، وتمشل المواقع المضيفة الآتي:
- صيدلية مجتمع
- صيدلية مستشفى
- الصيدلة السريرية
- صيدلية الجملة
- التصنيع الدوائي
- البحوث بالجامعة
- وكالات الصحة بالحكومة أو خاصة

وقد يقوم المضيف بتوفير غرفة اقامة، تقديم طعام مع/أو محفظة مالية وذلك بالإضافة إلى موقع التدريب وذلك لمساعدة المقدم على التبادل.

## روابط خارجية
- Egyptian Pharmaceutical Students' Federation (EPSF)
- International Pharmaceutical Students' Federation (IPSF)
- IPSF Eastern Mediterranean Regional Office (IPSF EMRO)
- Egyptian Pharmacists' Syndicate